# Förstakammarvalet i Sverige 1900
Förstakammarvalet i Sverige 1900 var ett val i Sverige. Valet utfördes av landstingen och i de städer som inte hade något landsting utfördes valet av stadsfullmäktige. 1900 fanns det totalt 659 valmän, varav 654 deltog i valet.
I Stockholms läns valkrets ägde valet rum den 7 maj. I Södermanlands läns valkrets, Göteborgs och Bohusläns valkrets, Älvsborgs läns valkrets, Skaraborgs läns valkrets, Värmlands läns valkrets och Örebro läns valkrets ägde valet rum den 18 september. I Hallands läns valkrets och Västernorrlands läns valkrets ägde valet rum den 19 september. I Kopparbergs läns valkrets ägde valet rum den 24 september och i Kristianstads läns valkrets och Västmanlands läns valkrets ägde valet rum den 25 september.

## Valresultat
| Parti  | Parti                     | Röster | Valda | Mandatfördelning | Mandatfördelning | Mandatfördelning |
| Parti  | Parti                     | Röster | Valda | FK 1900          | FK 1901          | +/-              |
| ------ | ------------------------- | ------ | ----- | ---------------- | ---------------- | ---------------- |
|        | Protektionistiska partiet | 553    | 13    | 98               | 98               | +-0              |
|        | Minoritetspartiet         | 69     | 2     | 30               | 31               | +1               |
|        | Partilösa                 | 90     | 2     | 22               | 21               | -1               |
|        | Övriga                    | 234    | 0     | 0                | 0                | +-0              |
| Totalt | Totalt                    | 946    | 17    | 150              | 150              | +-0              |

Det protektionistiska partiet behöll alltså egen majoritet.

## Invalda riksdagsmän
Stockholms läns valkrets:
- Joachim Beck-Friis, prot

Södermanlands läns valkrets:
- Edward Sederholm, prot

Kristianstads läns valkrets:
- Raoul Hamilton
- Johan Amilon
- Louis De Geer, min

Hallands läns valkrets:
- Adolf von Möller, prot

Göteborgs och Bohusläns valkrets:
- Fredrik Pettersson, prot
- Carl Nyström, prot

Älvsborgs läns valkrets:
- Johan Rylander, prot

Skaraborgs läns valkrets:
- Ivar Wijk, prot
- Cornelius Sjöcrona, prot

Värmlands läns valkrets:
- Gustaf Rudebeck, prot
- Henrik Falkenberg, prot

Örebro läns valkrets:
- Johan Gripenstedt, prot

Västmanlands läns valkrets:
- Gustaf Benedicks, prot

Kopparbergs läns valkrets:
- Martin Nisser, prot

Västernorrlands läns valkrets:
- Gustaf Andersson, min

## Fotnoter
1. ↑  Siffrorna avser de sammanlagda röstetalen för de riksdagsledamöter som tillhörde respektive parti och valdes under detta år. Rösterna på kandidater som tillhörde partierna men inte vann ett riksdagsmandat har alltså sorterats in under "övriga". Röstetalen på valkretsnivå är hämtade från SCB och riksdagsledamöternas partitillhörigheter är baserade på uppgifter från bokserien Tvåkammarriksdagen 1867–1970.